# Hit you hard
Hit you hard es el cuarto álbum de estudio del grupo de rock estadounidense The Real Kids. Fue editado por New Rose en 1983.

## Lista de canciones
| Hit you hard |                         |          |  |
| N.º          | Título                  | Duración |  |
| 1.           | «She»                   | 3:11     |  |
| 2.           | «Hit you hard»          | 2:20     |  |
| 3.           | «Now you know»          | 4:17     |  |
| 4.           | «Where I wanna be»      | 3:20     |  |
| 5.           | «Take It Slow 3:03»     | 3:03     |  |
| 6.           | «Right When It's Right» | 3:35     |  |
| 7.           | «She's A Mess»          | 4:00     |  |
| 8.           | «Face To Face»          | 3:07     |  |
| 9.           | «Some Love»             | 4:18     |  |
| 10.          | «On The Blink»          | 3:15     |  |
| 34:26        |                         |          |  |